# Luigi Nascimbene
Luigi Nascimbene  (Nascido em  _ Italia, 1801 - Falecido em _ Itália 1873) engenheiro e arquiteto hidráulico, fisico e matemático, enviado a América do Sul para demarcação da fronteira do Brasil com a recém formada República Oriental do Uruguai. Na prática atuou como comerciante, fornecendo suprimentos aos farroupilhas durante a Guerra dos Farrapos. Regressou à Italia onde permaneceu até sua morte em 1873. Em suas memórias - Tentativa de Independência -  assumiu claramente a defesa da independência americana e do sistema republicano;  descreveu combates que presenciou, elogiando Giuseppe Garibaldi (hercúlea força e habilidade marcial), Bento Gonçalves (garboso e valente) e criticando Bento Manuel Ribeiro (ambicioso , cruel) e Davi Canabarro (teria tramado o pacto de paz com o Império).

## Obra literária
- Tentativa de Independência do Estado do Rio Grande do Sul . Ed. Ciae 2009.